# Thakkolam
Thakkolam es una ciudad y nagar Panchayat situada en el distrito de Ranipet en el estado de Tamil Nadu (India). Su población es de 13983 habitantes (2011).

## Demografía
Según el censo de 2011 la población de Thakkolam era de 13983 habitantes, de los cuales 7399 eran hombres y 6584 eran mujeres. Thakkolam tiene una tasa media de alfabetización del 80,69%, superior a la media estatal del 80,09%: la alfabetización masculina es del 88,53%, y la alfabetización femenina del 71,83%.